# This Year's Model
《This Year's Model》은 영국의 싱어송라이터 엘비스 코스텔로의 두 번째 음반이자 1978년에 발매된 어트랙션스와의 첫 번째 음반이다. 그것은 주로 웨스트런던의 에덴 스튜디오에서 녹음되었다.

## 배경
《This Year's Model》은 엘비스 코스텔로의 어트랙션스와의 첫 번째 음반이었다. 대부분의 곡들은 음반 녹음 전에 그들과 함께 라이브로 공연되었다. 에덴 스튜디오에서의 녹음은 1977년 말에 시작되어 1978년 초에 완료되었다. 이 세션은 약 11일이 걸렸다. 2002년 음반 재발행을 위한 라이너 노트에서 코스텔로는 롤링 스톤스의 《Aftermath》를 중요한 영향으로 언급했다.
2021년 9월 10일, 스페인어로 번역된 스페인 모델이 전 세계의 라틴 팝과 록 아티스트들을 주인공으로 하여 발매되었다.

## 평가
| 전문가 평가                   | 전문가 평가 |
| 평가 점수                     | 평가 점수   |
| 출처                          | 점수        |
| ----------------------------- | ----------- |
| AllMusic                      | [ 7 ]       |
| Blender                       | [ 8 ]       |
| Chicago Tribune               | [ 9 ]       |
| Christgau's Record Guide      | A           |
| Entertainment Weekly          | A           |
| Pitchfork                     | 10/10       |
| Q                             | [ 13 ]      |
| Rolling Stone                 | [ 14 ]      |
| The Rolling Stone Album Guide | [ 15 ]      |
| Uncut                         | [ 16 ]      |

1987년 《롤링 스톤》은 1967년부터 1987년까지의 베스트 음반 목록에서 11위를 차지했다. 2003년, 이 음반은 《롤링 스톤》의 역사상 가장 위대한 음반 500장 중 98위에 올랐고, 2012년 개정된 음반 목록에서 순위를 유지했으며, 2020년 개정된 음반 목록에서는 121위로 떨어졌다.
1985년, 더 큐어의 로버트 스미스는 이 음반이 그가 가장 좋아하는 다섯 장의 음반 중 하나라고 말했다.

## 곡 목록
모든 곡들은 엘비스 코스텔로에 의해 작사/작곡하였다.
| #  | 제목                 | 재생 시간 |
| -- | -------------------- | --------- |
| 1. | 〈No Action〉        | 1:58      |
| 2. | 〈This Year's Girl〉 | 3:17      |
| 3. | 〈The Beat〉         | 3:45      |
| 4. | 〈Pump It Up〉       | 3:14      |
| 5. | 〈Little Triggers〉  | 2:40      |
| 6. | 〈You Belong to Me〉 | 2:22      |

| #  | 제목                                | 재생 시간 |
| -- | ----------------------------------- | --------- |
| 1. | 〈Hand in Hand〉                    | 2:33      |
| 2. | 〈(I Don't Want to Go to) Chelsea〉 | 3:07      |
| 3. | 〈Lip Service〉                     | 2:36      |
| 4. | 〈Living in Paradise〉              | 3:52      |
| 5. | 〈Lipstick Vogue〉                  | 3:42      |
| 6. | 〈Night Rally〉                     | 2:41      |

## 인증
| 국가                       | 인증 | 판매량/출하량 |
| -------------------------- | ---- | ------------- |
| 캐나다 (뮤직 캐나다)       | 골드 | 50,000^       |
| 영국 (BPI)                 | 골드 | 100,000^      |
| 미국 (RIAA)                | 골드 | 500,000^      |
| ^출하량을 기반으로 한 인증 |      |               |